# Saint-Vincent-de-Paul (Laval)
Pour les articles homonymes, voir Saint-Vincent-de-Paul.
Saint-Vincent-de-Paul est un quartier de la ville de Laval, au Québec. Il est, avec Sainte-Rose, l'un des plus vieux quartiers de cette ville, dont les origines remontent à la paroisse du même nom, fondée en 1740, nommée en l'honneur du saint Vincent de Paul, apôtre de la charité.

## Description
Saint-Vincent-de-Paul est délimité au sud par la rivière des Prairies et entouré par Duvernay.
On trouve dans ce quartier plusieurs établissements correctionnels à Laval. L'établissement de détention Leclerc de Laval étant un établissement provincial et l'établissement Centre Fédéral de Formation (fusionné avec l'établissement Montée Saint-François) est un établissement à sécurité multi-niveaux.

## Éducation

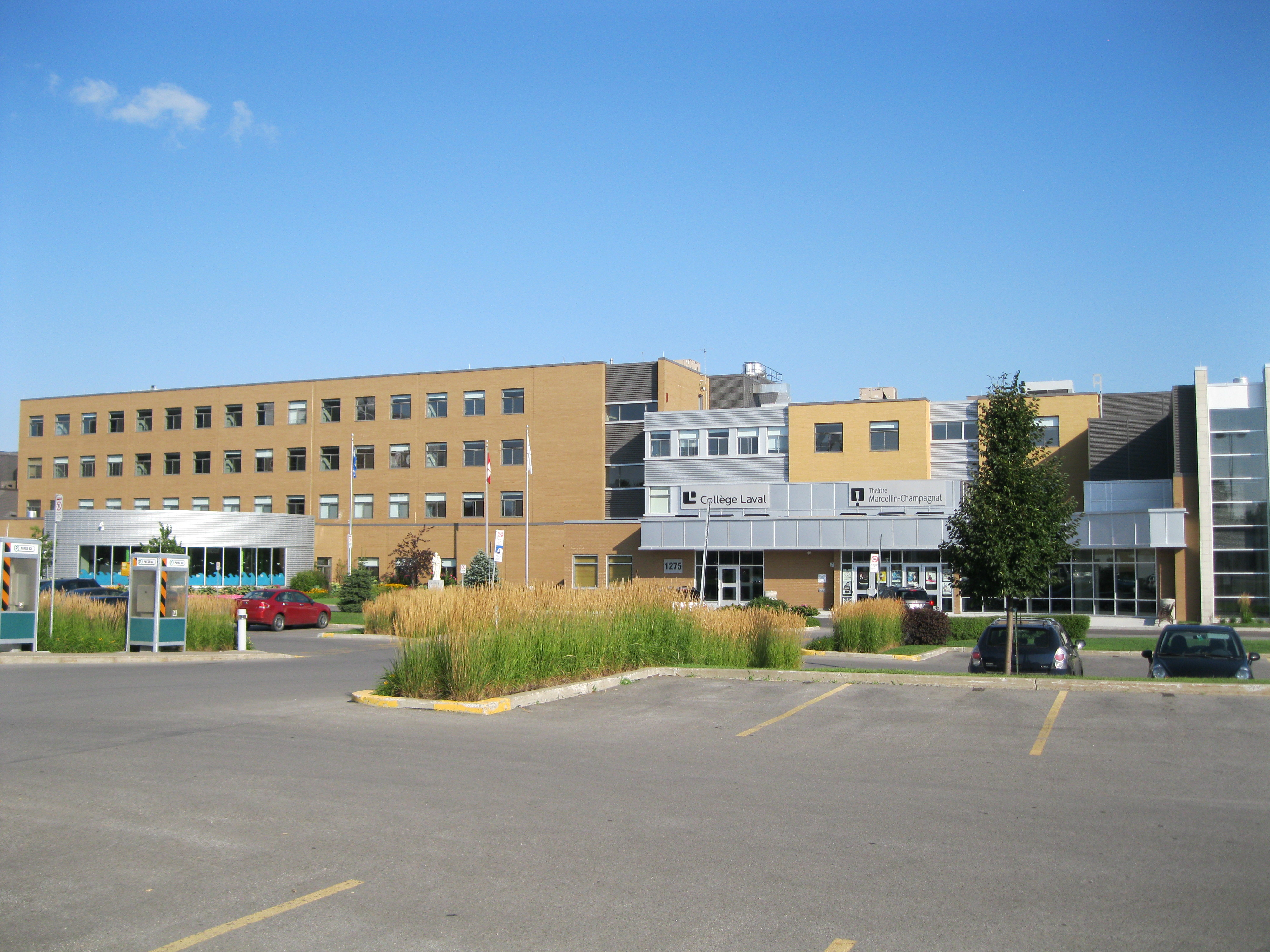
Collège Laval

La Commission scolaire de Laval administre les écoles francophones :
- École secondaire publique Georges-Vanier[5]
- École primaire Du Bois-Joli[6]
- École primaire Jean XXIII[7]
- École primaire L’Envol[8] (école alternative)

La Commission scolaire Sir Wilfrid Laurier administre les écoles anglophones :
- École primaire Saint-Vincent[9]

L'Académie Junior Laval et l'Académie Senior Laval (en) servi a toutes parties de Laval
Aussi compte une école secondaire privée, le Collège Laval. Le Collège Laval, nommé en l'honneur de François de Montmorency-Laval, par Ignace Bourget en 1859 est le premier collège construit à Saint-Vincent-de-Paul. Depuis 1888, les Frères maristes assurent la direction du collège qui offre un programme sport. En 1954, ils font construire à proximité le Colisée de Laval.

## Pénitencier Saint-Vincent-de-Paul

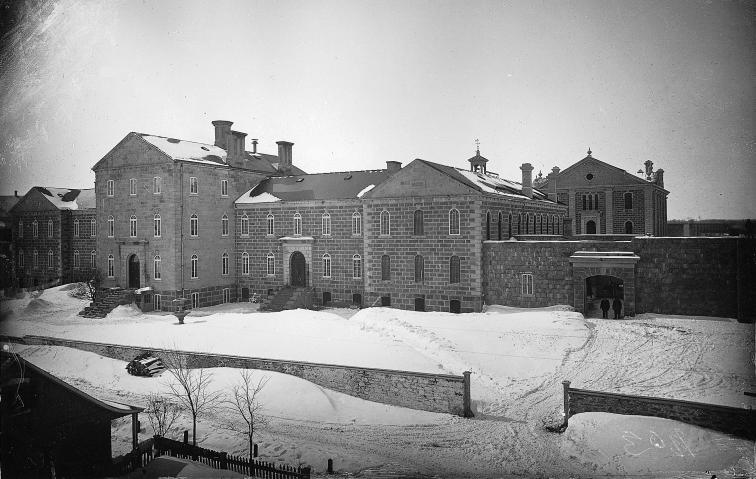
Pénitencier Saint-Vincent-de-Paul, 1884

Le pénitencier Saint-Vincent-de-Paul est un pénitencier fédéral ouvert en 1873. Fermé en 1989, le pénitencier Saint-Vincent-de-Paul est désigné lieu historique national du Canada le 23 février 1990. Le bloc principal et les tours sont protégées. On y a tourné plusieurs films. En 2012, le Service correctionnel du Canada entreprend la démolition de certains blocs du vieux pénitencier.
Le 4 novembre 1932, un détenu et un petit groupe de mutins tentent de s'évader du pénitencier en déclenchant un incendie.
Le 17 juin 1962, des prisonniers allument des incendies qui entraînent la destruction de neuf édifices.
Parmi ses prisonniers célèbres, on trouve Charles Ponzi, Philippe-Honoré Roy, Jacques Mesrine et Richard Blass.
Le Service correctionnel du Canada possède d'autres installations à proximité.
Malgré son statut de lieu historique national du Canada, le vieux pénitencier demeure abandonné depuis sa fermeture. Plusieurs discussions portant sur la revitalisation du site ont eu lieu depuis 1989, cependant aucun projet concret n'a vu le jour. La plus récente demande de revitalisation date de 2020, avec l’appui du maire Marc Demers ainsi que des représentants de l’organisme Héritage Montréal et du Collège Laval. Plusieurs acteurs communautaires veulent faire du pénitencier le cœur de la relance touristique et économique du quartier Saint-Vincent-de-Paul. Le conseiller municipal actuel Paolo Galati, est également un partisan de la mise en valeur du vieux Saint-Vincent-de-Paul dans le paysage patrimonial du grand Montréal. Le 23 juin 2022, le service correctionnel du Canada annonce que le vieux pénitencier passera aux mains de la société immobilière du Canada en 2024.